# Rafał Murawski
Rafał Murawski (9 d'octubre de 1981, Malbork, Polònia) és un futbolista professional polonès. Juga de migcampista al Lech Poznań.

## Carrera esportiva
Murawski va jugar en equips juvenils de Malbork abans de signar un contracte professional amb l'Arka Gdynia, un equip que militava aleshores en segona divisió.
El gener de 2005 va canviar d'equip epr jugar a l'Amica Wronki, on esdevingué titular indiscutible. El 2006 el seu equip va fusionar-se amb el Lech Poznań. L'agost del 2009 va fitxar pel FC Rubin Kazan.

## Selecció nacional
Ha estat internacional amb la selecció de futbol de Polònia en 48 ocasions. El seu debut com a internacional va ser el 15 de novembre del 2006 en un partit contra Bèlgica. Va fer el seu primer gol amb la samarreta nacional el 21 de novembre del 2007 contra Sèrbia.
Fou convocat per participar en el Campionat d'Europa de futbol 2008 el 2008, on va jugar com a titular contra Croàcia i contra Àustria.

## Clubs
| Club           | País    | Any       |
| -------------- | ------- | --------- |
| Arka Gdynia    | Polònia | 2000-2005 |
| Amica Wronki   | Polònia | 2005-2006 |
| Lech Poznań    | Polònia | 2006-2009 |
| FC Rubin Kazan | Rússia  | 2009-2011 |
| Lech Poznań    | Polònia | 2011-     |